# Winter Park (Florida)
Winter Park es una ciudad ubicada en el condado de Orange en el estado estadounidense de Florida. En el Censo de 2010 tenía una población de 27.852 habitantes y una densidad poblacional de 1.057,6 personas por km².

## Geografía
Winter Park se encuentra ubicada en las coordenadas 28°35′57″N 81°20′52″O / 28.59917, -81.34778. Según la Oficina del Censo de los Estados Unidos, Winter Park tiene una superficie total de 26.33 km², de la cual 22.48 km² corresponden a tierra firme y (14.62%) 3.85 km² es agua.

## Demografía
Según el censo de 2010, había 27.852 personas residiendo en Winter Park. La densidad de población era de 1.057,6 hab./km². De los 27.852 habitantes, Winter Park estaba compuesto por el 86.94% blancos, el 7.56% eran afroamericanos, el 0.18% eran amerindios, el 2.31% eran asiáticos, el 0.02% eran isleños del Pacífico, el 1.17% eran de otras razas y el 1.83% pertenecían a dos o más razas. Del total de la población el 6.98% eran hispanos o latinos de cualquier raza.